# 下バルカン渓谷
下バルカン渓谷（ブルガリア語:Подбалкански котловини / Podbalkanski lotlovini、あるいはЗадбалкански котловини / Zadbalkanski kotlovini）は、バルカン山脈と、スレドノゴリエ（Средногорие / Srednogorie、スレドナ・ゴラ山脈やヴィトシャ山などから成る）との間にある渓谷である。この一体には多数の温泉地があり、バンキャ、ソフィア、バニャ（Banya、パナギュリシテ市）、バニャ（Banya、カルロヴォ市）、パヴェル・バニャ、スリヴェン、アイトスなどが知られている。渓谷は大きく2つに分けられる。
東側には次の渓谷が含まれる:
- ブレル渓谷（Бурел）
- ソフィア渓谷（Sofia Valley）
- サランツィ渓谷
- カマルツィ渓谷

西側には次の渓谷が含まれる:
- ズラティツァ渓谷

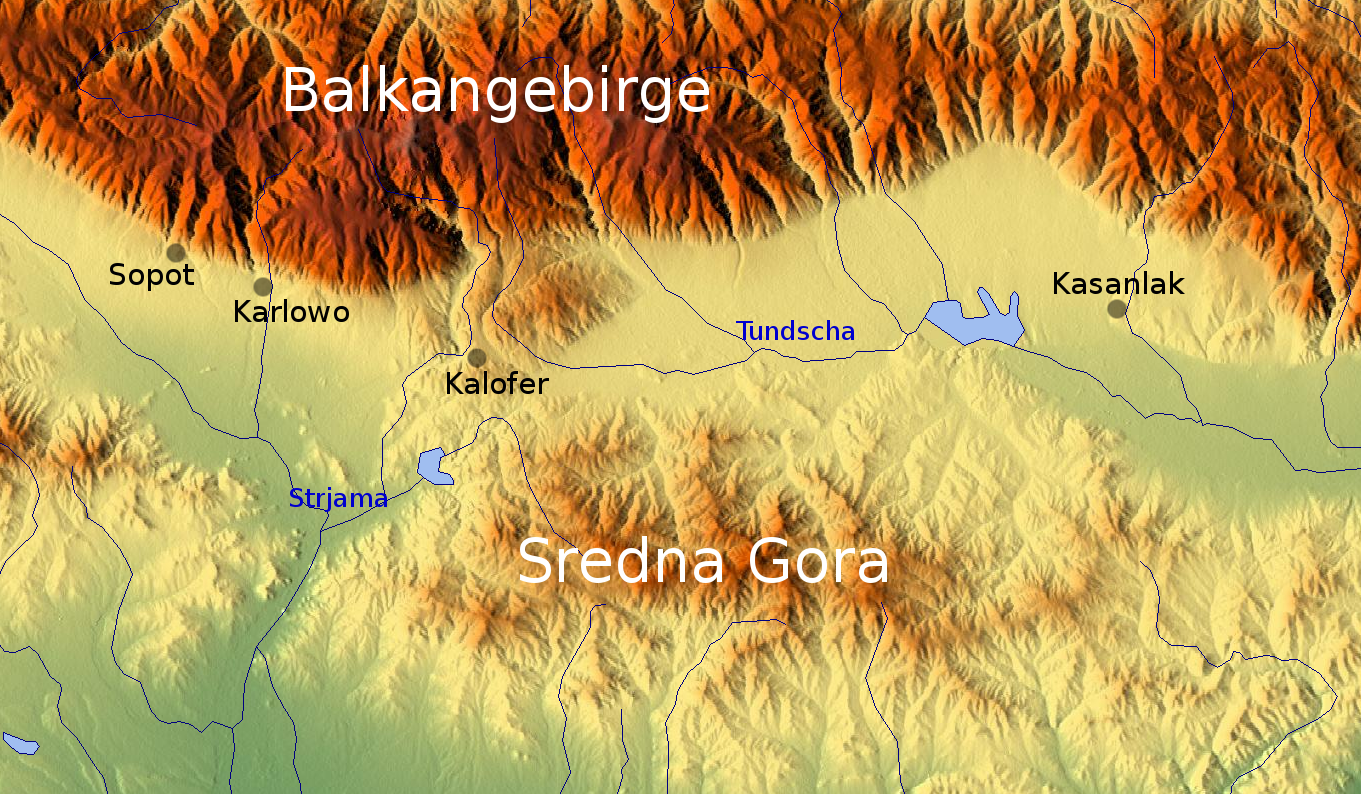
下バルカン渓谷の地図

- カルロヴォ渓谷（Карловска котловина）
- カザンラク渓谷（「バラの谷」として知られる）
- トヴァルディツァ渓谷
- スリヴェン渓谷
- カルノバト渓谷
- アイトス渓谷

座標: 北緯42度37分 東経24度43分 / 北緯42.617度 東経24.717度